# De grote tovenaarszebra
De grote tovenaarszebra is het negende album uit de stripreeks Jugurtha van de Belgische tekenaar Franz Drappier en schrijver Jean-Luc Vernal. Het album werd in 1982 voor het eerst in het Nederlandse taalgebied uitgebracht. 

## Verhaal
In het vorige avontuur bevrijdt Vania Jugurtha door het fort van de piraten met buskuit op te blazen. 
Met een kleine boot proberen ze de Indische Oceaan over te steken.  Op zee zien ze nachts lichtjes branden en varen er naartoe. De lichten worden veroorzaakt door potten vuur op houten torens die een stinkende rook verspreiden. De rook zorgt ervoor dat Jugurtha gaat halucineren.  De vuurtorens moet het gebied van de Wabi-Chibele beschermen de aanvallen de vijandelijke Kaus en Kirdis en worden door vrouwen onderhouden.
De volgende dag arriveren vrouwen die Jugurtha en Vania meenemen naar de hoofdstad. Wabi-Chibele wordt in naam geregeerd door prins Koum en zijn zuster prinses Peula, maar de meest macht ligt in handen van de Tovenaarszebra. Jugurtha krijgt een prinselijke behandeling. Prinses Peula en de krijgster Diola voelen zich sterk tot hem aangetrokken.